# 五九國恥

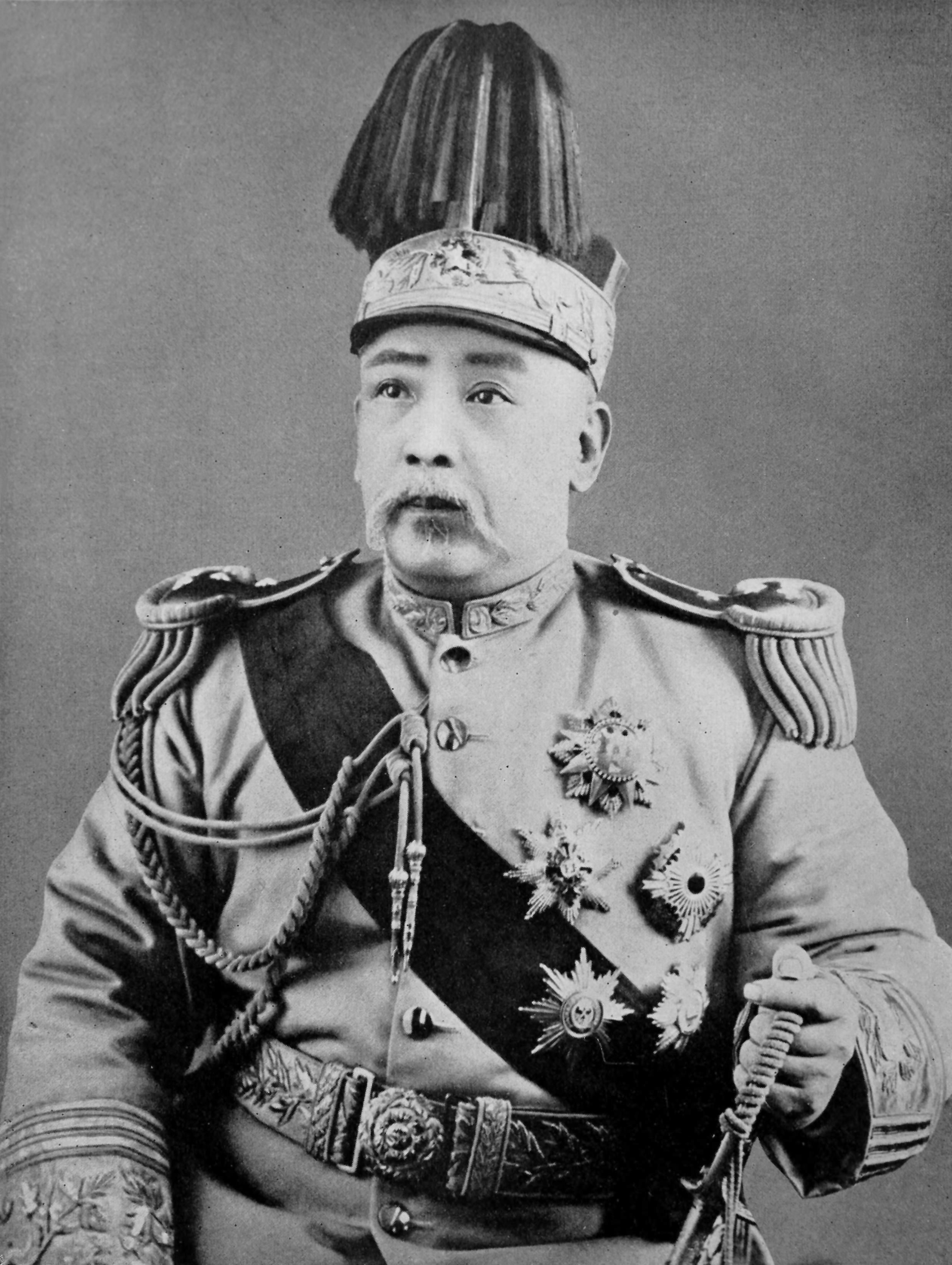
袁世凱

五九國恥指1915年5月9日，中華民國第一任大總統袁世凱经过与日本長达105天艱困的谈判和周旋之后，被迫接受日本《二十一條》中的十二条內容之部分条约。条约签订后，袁世凯亲书两道密谕，要各省文武长官勿忘签约的5月9日为国耻日，密谕号召“凡百职司，日以‘亡国灭种’四字悬诸心目”，“申儆人民，忍辱负重”。全国教育联合会决定，各学校每年以5月9日为“国耻纪念日”举行纪念，借此警励国人毋忘此日，誓雪国耻，這一天被民眾稱為「國恥日」。

## 概述
1914年，第一次世界大戰爆發，日本派兵佔領德國在中國山東的殖民地和鐵路。1915年，日本欲乘歐美各國無暇東顧，秘密向袁世凱提出《二十一條》條款，要求中國承認日本取代德國的特權，進一步擴大日本在滿蒙的權益，並聘用日本人為行政顧問等職位。日本的要求接近於將中國淪為其保護國。
1915年1至4月，袁世凯一面派外交总长陆徵祥、次长曹汝霖与日本谈判，一方面暗中泄露二十一条内容，希望获得英美等国的支持以抵制日本。中国的谈判代表多次拒绝条约中的部份内容，迫使日本做出让步。在谈判期间，日本以“换防”为名，增兵大连、青岛、塘沽等地，进行武力威胁。至5月7日，日本政府向袁世凯政府发出最后通牒，限令于5月9日前答复，其中仅把原来的第五号内容改为日后另行协商。在日本的最後通牒之下，袁世凱被迫派外交總長陸徵祥及次長曹汝霖簽署接受二十一條部分條款，史上稱為「五九國恥」，虽然如此，但正是袁世凯本人在签订后，为告诫国民，亲自将这一天定为“国耻日”。